# National Gallery of Victoria

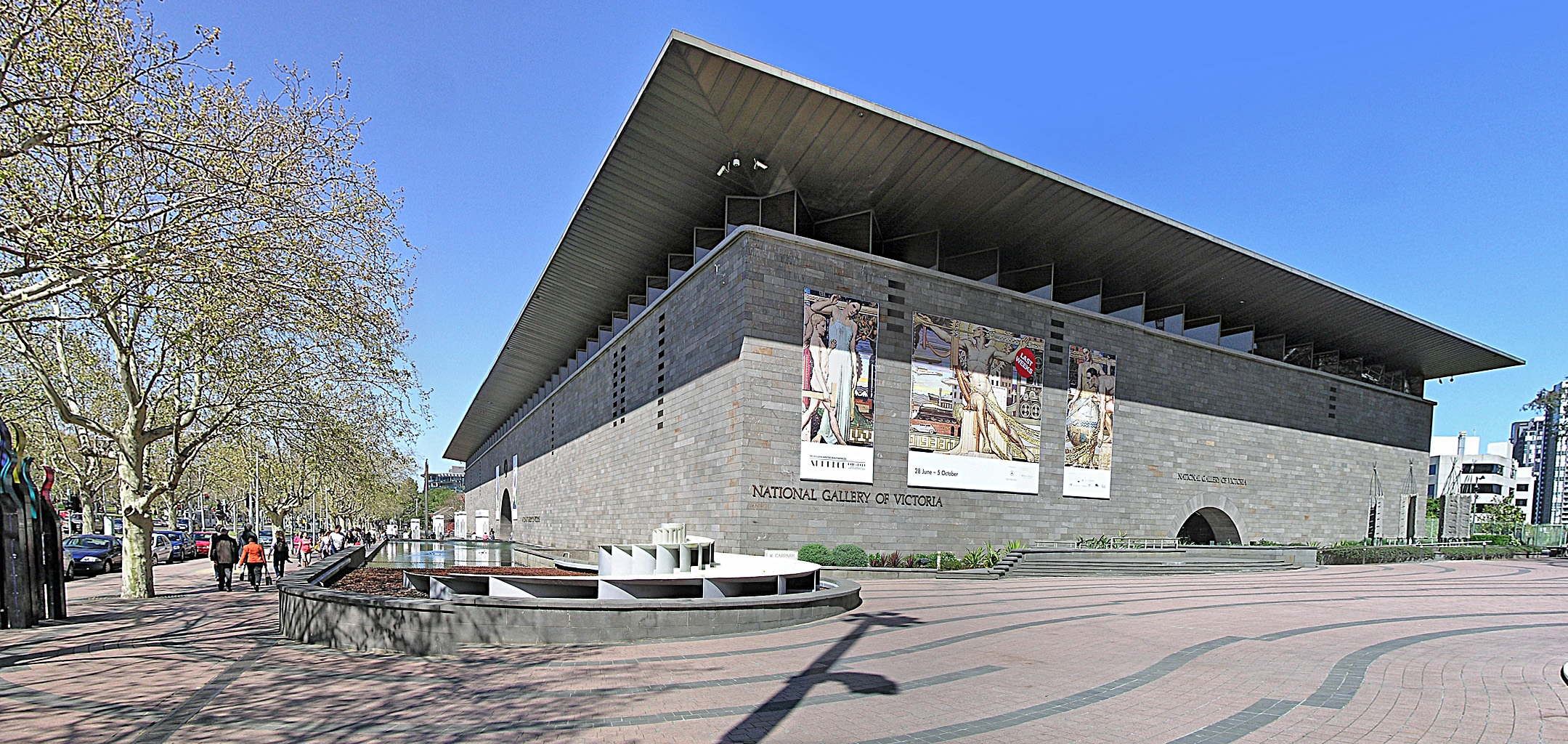
National Gallery of Victoria (NGV)

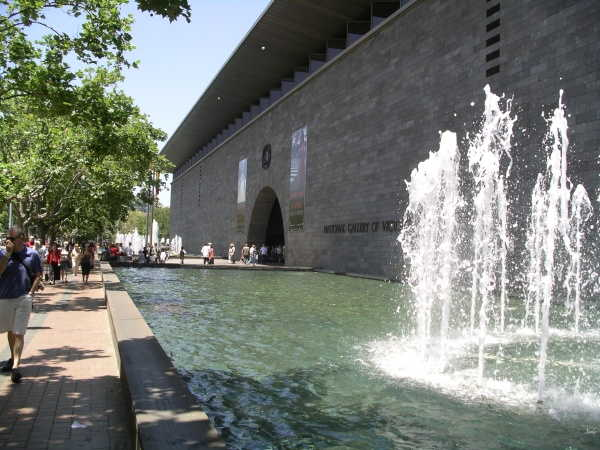
Zicht op de ingang van het museum

De National Gallery of Victoria (NGV) is een museum in de voorstad Southbank van de Australische stad Melbourne.

## Het museum
Het museum werd gesticht in 1861 en is daarmee het oudste museum van Australië. De hoofdvestiging, NGV International waar de internationale collectie kunst is gehuisvest, is gelegen aan de St Kilda Road en maakt deel uit van het culturele hart van de Southgate Arts and Leisure Precinct in Southbank. Het museumcomplex dateert van 1967 en is ontworpen door de architect Roy Grounds, die ook verantwoordelijk is voor het naastgelegen Victorian Arts Centre. Het museum was van 1999 tot 2003 gesloten voor een complete renovatie door de architect Mario Bellini.
Een tweede vestiging van het museum, het Ian Potter Centre met de collectie Australische kunst, bevindt zich sinds 2003 aan het Federation Square in de stad Melbourne.
Dat het museum de naam National Gallery draagt is omstreden, omdat Victoria slechts een der staten van Australië is en er verwarring bestaat met de National Gallery of Australia (NGA) in Canberra. Hernoeming van het museum wordt evenwel strikt afgewezen, daar het NGV een eeuw eerder werd gesticht dan de NGA, toen Victoria nog een Britse kolonie was met zelfbestuur en pas 40 jaar later deel ging uitmaken van de federale staat Commonwealth of Australia.
De National Gallery of Victoria staat op het Victorian Heritage Register.

## De collectie

### NGV International
De collectie internationale kunstwerken omvat oude meesters, waaronder Gian Lorenzo Bernini, Dong Qichang, Marco Palmezzano, Rembrandt van Rijn, Jan Steen, Peter Paul Rubens, Giambattista Pittoni, Giovanni Battista Tiepolo, Tintoretto, Paolo Uccello en Paolo Veronese en moderne en hedendaagse kunst van onder anderen William Turner, John Constable, Alfred Sisley, Camille Pissarro, Camille Corot, Édouard Manet, Pablo Picasso, Albert Gleizes, Pierre Soulages, Amedeo Modigliani, Mark Rothko, Willem de Kooning, Andy Warhol en Louise Bourgeois. De collectie, die nog steeds wordt uitgebreid, telt meer dan 60.000 werken.
Een van de laatste aanwinsten van het museum is "The Rest on the Flight into Egypt with Saint Catherine and Angels" van Paris Bordone.

#### Sculpture Garden
Het nieuw ingerichte beeldenpark, The Grollo Equiset Garden, omvat werken van:
- Auguste Rodin : Balzac
- Willem de Kooning : Standing Figure
- Henry Moore : Draped Seated Woman
- Fernand Léger : La Grande parade
- Geoffrey Bartlett : Messenger
- Bruce Armstrong : Guardians
- Pino Conte : The tree of life
- George Rickey : Three M's and one W IV, gyratory

Het spraakmakende beeld Angel van Deborah Halpern werd ter renovatie verwijderd en is inmiddels herplaatst in het park Birrarung Marr.

### Ian Potter Centre - NGV Australia
De Australische collectie van de National Gallery of Victoria omvat de ruim 20.000 werken van Australische kunstenaars:
- Australische schilderkunst
- Australische beeldhouwkunst
- Australische grafiek
- Kunst van de Indegenous Australians, de oorspronkelijke bewoners van Australië
- de Joseph Brown Collection, de in 2004 geschonken, 150 werken tellende, kunstcollectie van de verzamelaar en galerist Joseph Brown, met werken van Wes Walters, Eugene von Guerard, Tom Roberts, Frederick McCubbin, E. M. Boyd, E. Phillips Fox, Roger Kemp, John Olsen, Margaret Preston, John Perceval, John Brack, Peter Booth, Grace Cossington Smith, Arthur Boyd en Brett Whiteley.

## Fotogalerij

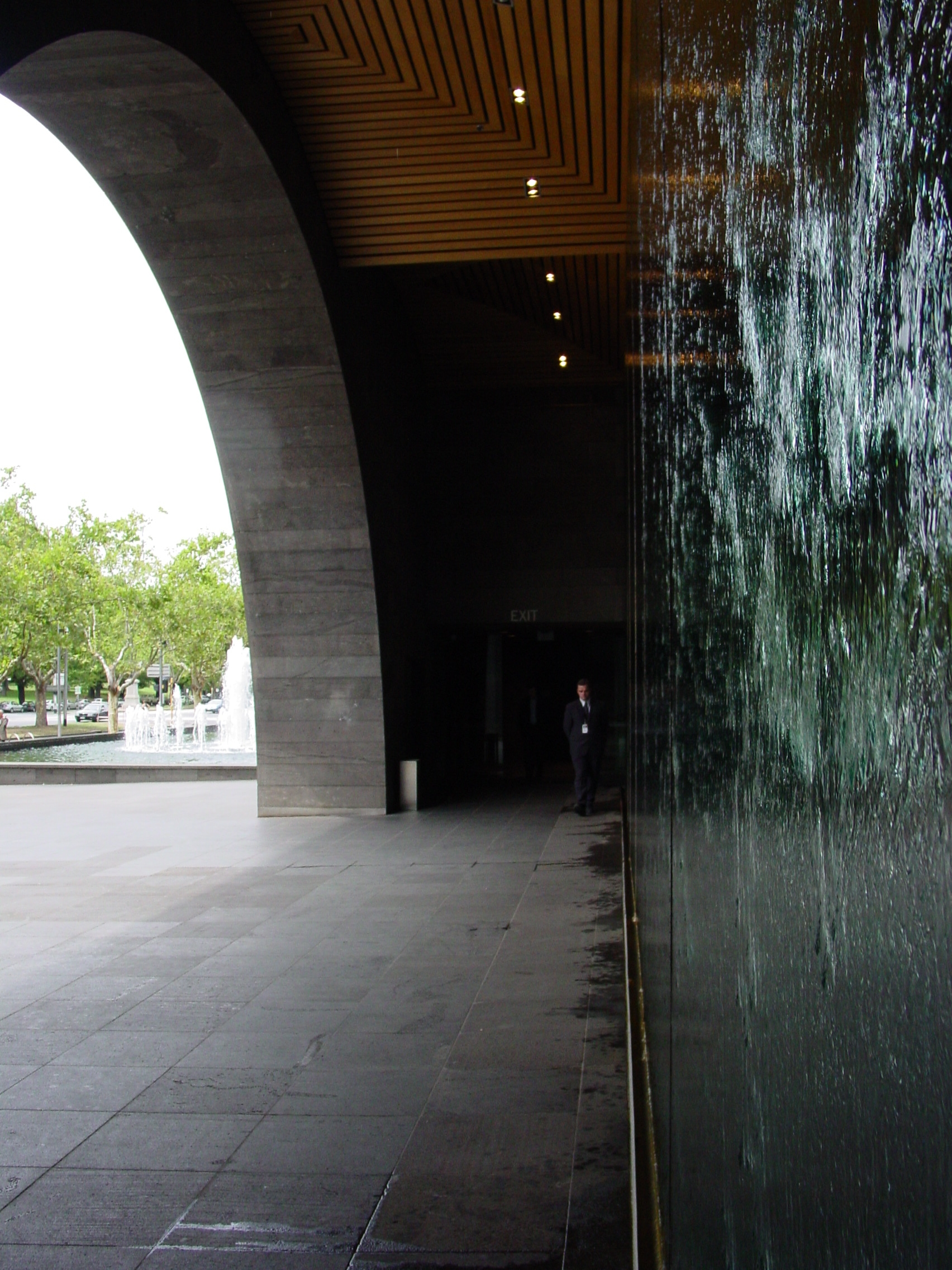
De ingang NGV International
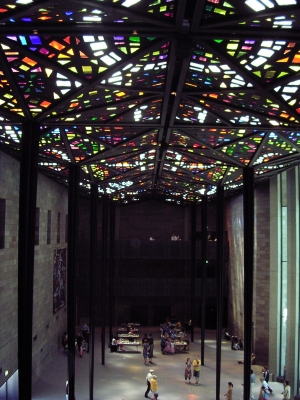
Glas-in-looddak van Leonard French
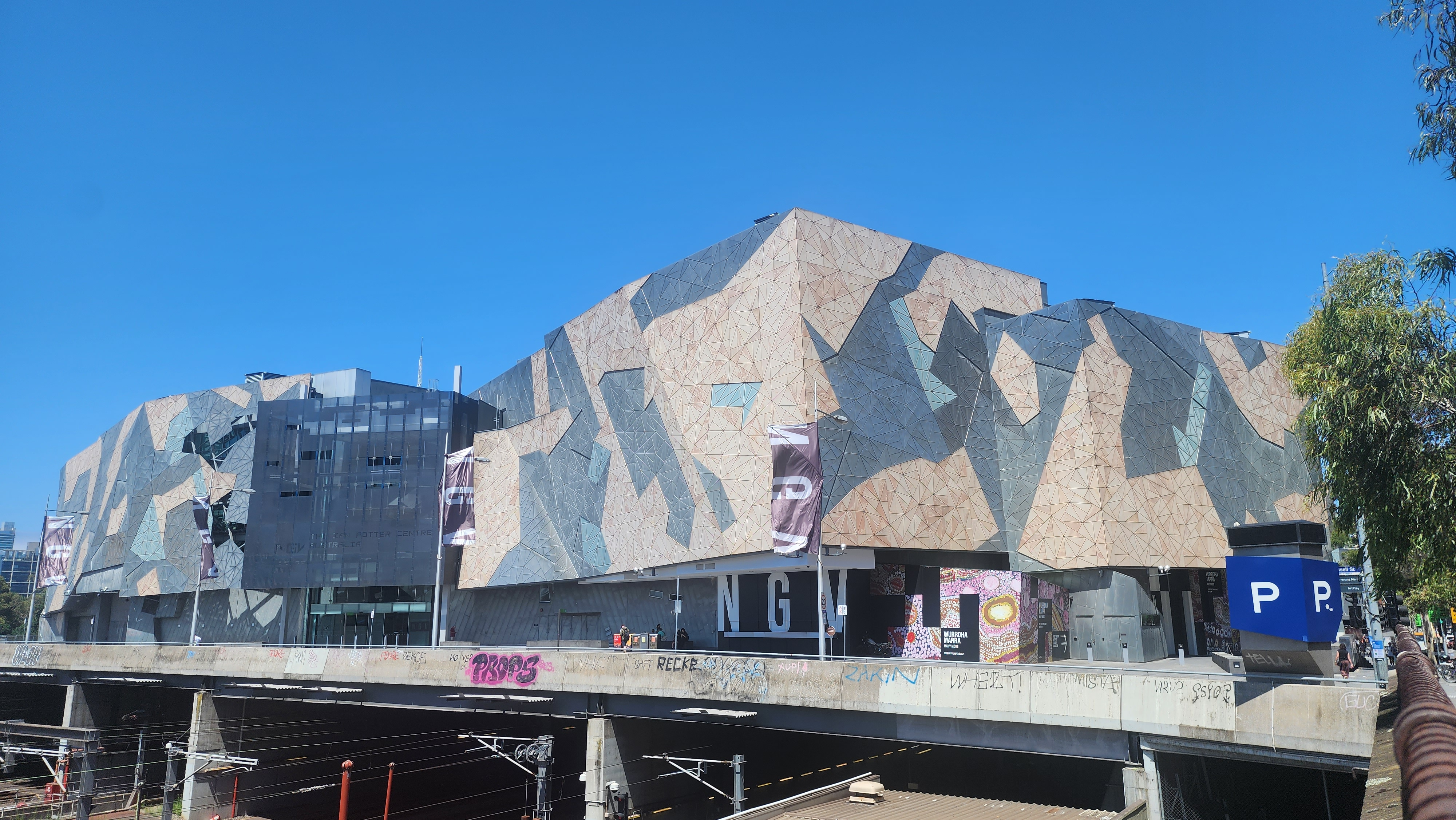
Uitzicht vanuit Flinders Street en Russel Street Junction
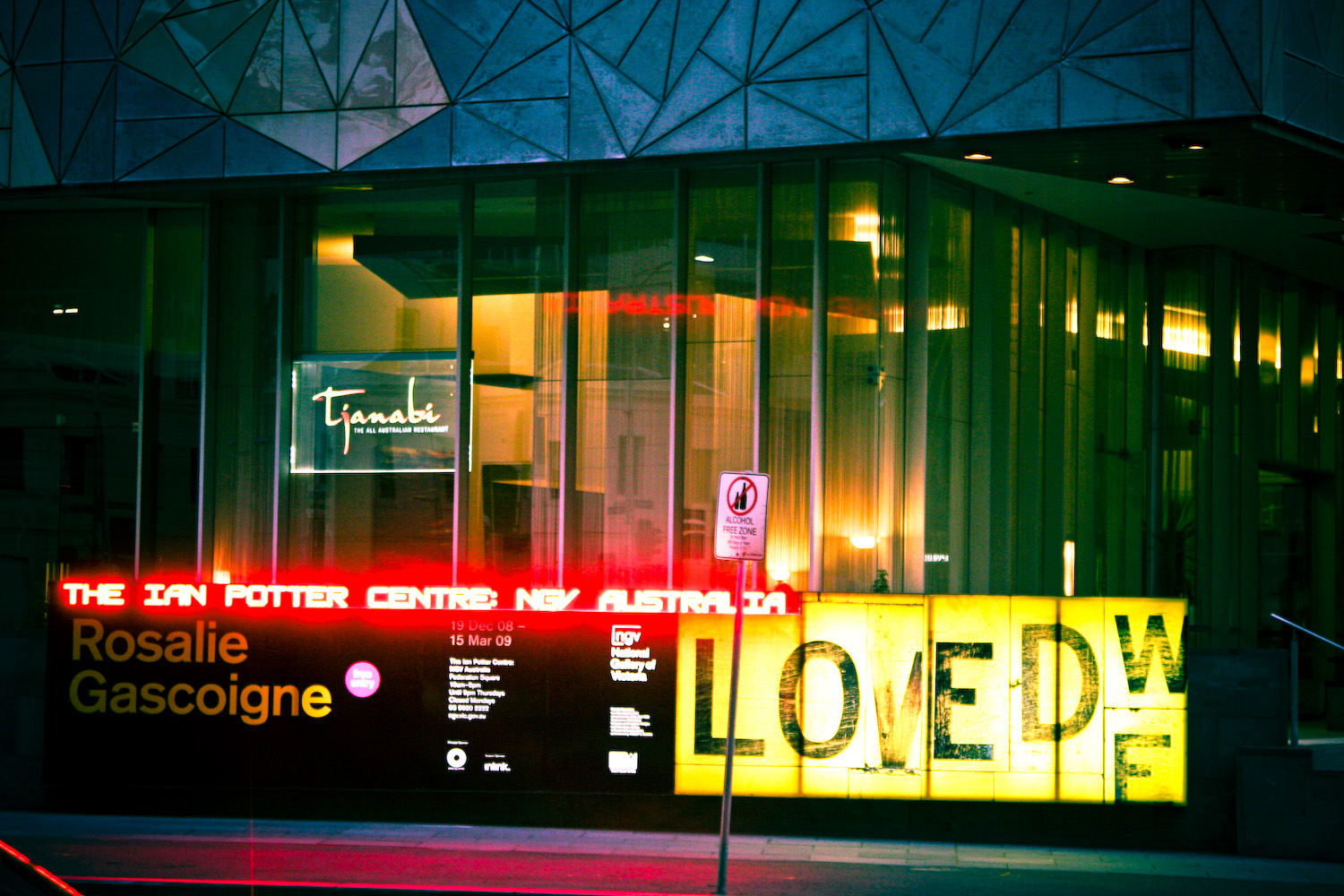
Ian Potter Centre - NGV Australia